# Keleti bazsarózsa
A keleti bazsarózsa (Paeonia tenuifolia) a Fekete-tenger környékén és a Balkán-félszigeten elterjedt bazsarózsafaj. Magyarországon egyetlen helyről ismert.

## Megjelenése
A keleti bazsarózsa 10–50 cm magas, lányszárú, évelő növény. A föld alatt gumósan megvastagodott gyökereiben tárolt szénhidrátoknak köszönhetően tavasszal korán képes virágot hozni. Bokros növésű, szárai egyenesek, szőrtelenek. Váltakozó állású levelei mélyen, szálasan szeldeltek, a levélkék. kb 1 mm szélesek. A tél beköszöntével föld feletti részei elpusztulnak. A nem virágzó növény hasonlít a tavaszi héricsre.
Április végétől május közepéig virágzik. A szárakon egy, ritkán két virág nyílik. A virágok nagyok, 7–8 cm átmérőjűek, feltűnőek, 7-8 (ritkán 10) sötétpiros szirmuk van. Az aranysárga porzók száma több tíz vagy akár száz is lehet.
Termése hólyagszerű, durván bársonyos felületű tüszőtermés, benne nagy, fénylően fekete magvakkal. A növény minden része mérgező.

## Elterjedése és élőhelye
Elterjedése a Kaukázustól Törökországon keresztül a Balkán-félszigetig terjed. Pontusi flóraelem, vagyis eredetileg a Fekete- és Kaszpi-tenger környéki sztyeppek növénye. Innen terjedt tovább a Kárpátoktól délre, valamint Erdélybe. Magyarországon az utóbbi években fedezték fel, csak egy helyről ismeretes.
Fényigényes. A jó vízáteresztő képességű, tápanyagokban gazdag, semleges kémhatású talajt preferálja. Kertekbe dísznövényként ültetik, Németországban és Angliában már a 16. század óta. Nemesített változatai is rendelkezésre állnak.
Magyarországon 2012 óta fokozottan védett, természetvédelmi értéke 250 000 Ft. 

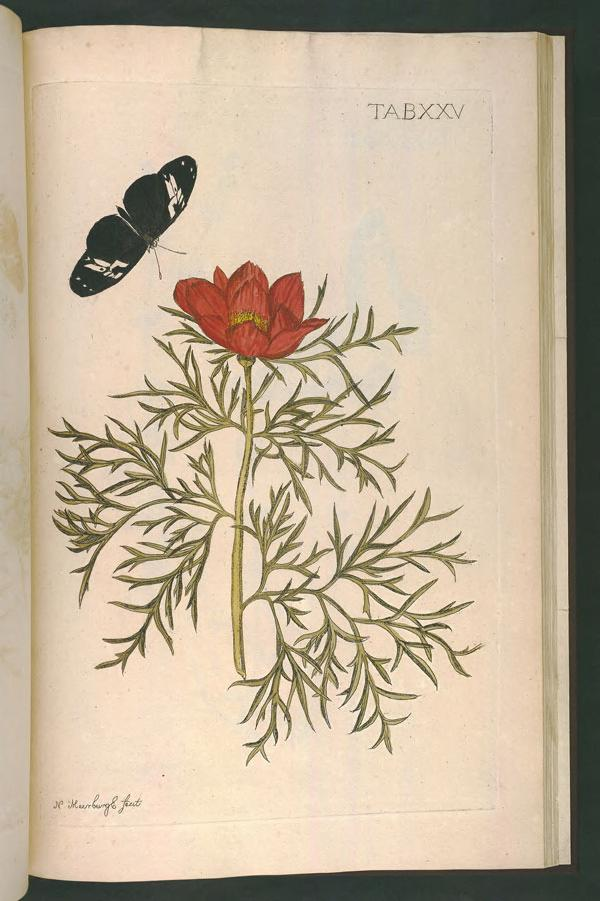
Ábrázolása 1775-ből
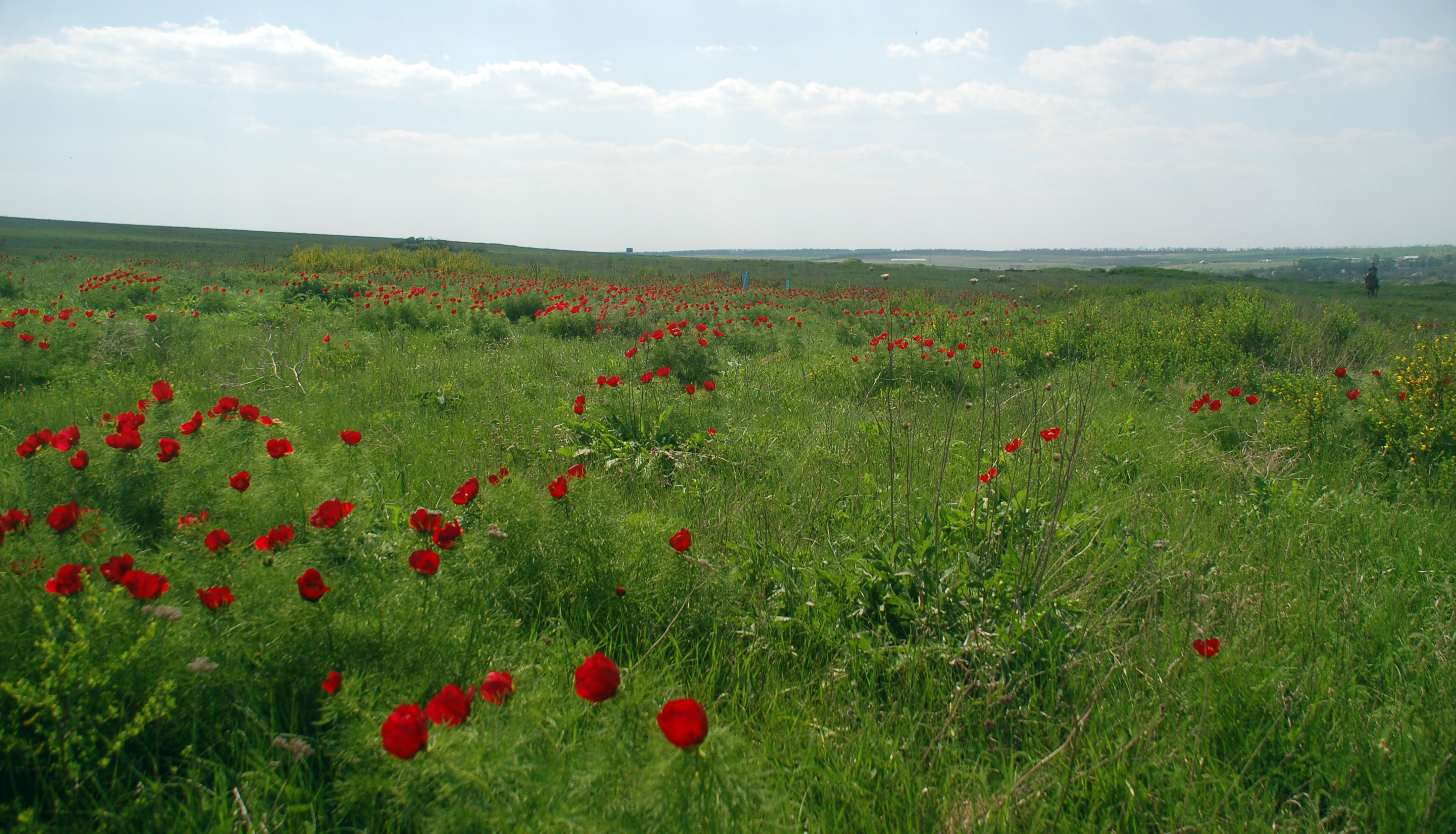
Virágzó bazsarózsák a sztyeppen
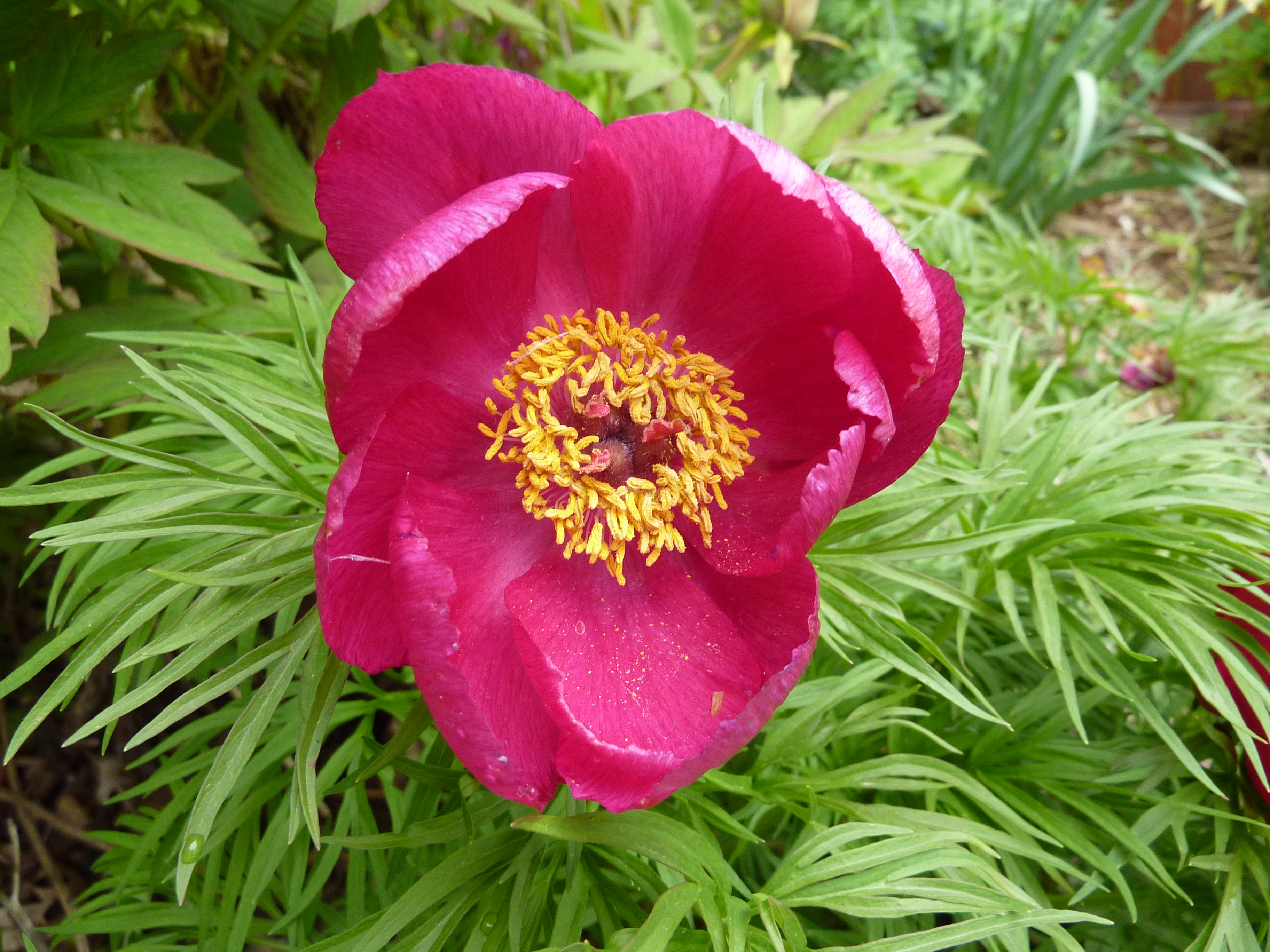
Virága
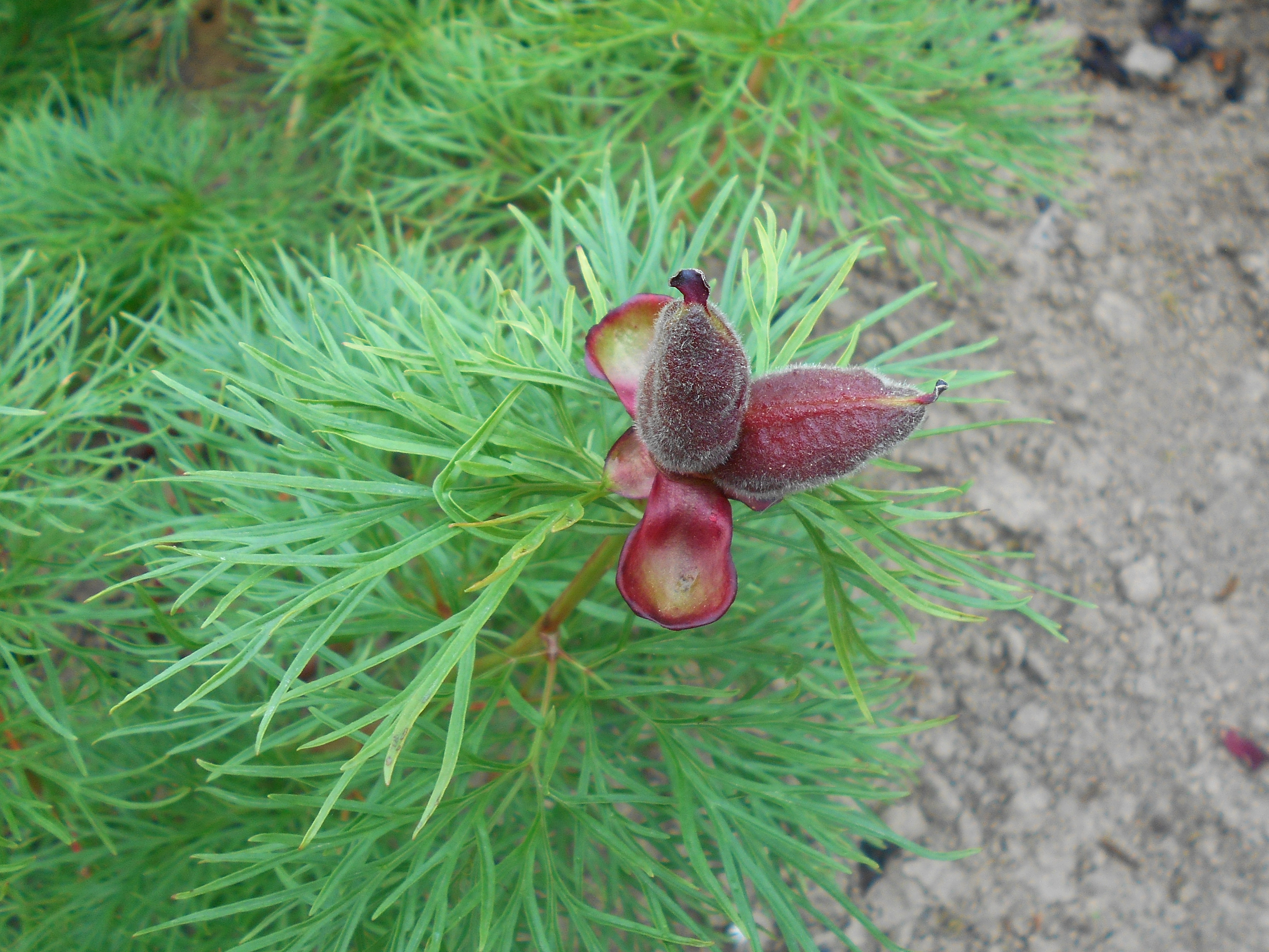
Termése